# Ik wist het (film)
Ik wist het is een Nederlandse romantische komedie uit 2022, geregisseerd door Jamel Aattache. De film is gebaseerd op de gelijknamige roman uit 2014 van Chantal van Gastel.

## Verhaal
Mia is een jonge vrouw die op haar dertigste nog geen man heeft gevonden. Van de liefde verwacht ze niet veel meer en opent een prachtige bloemenwinkel. Haar leventje zal veranderen als ze haar droom man Feo ontmoet. De twijfels staan echter toe als ze Axel ontmoet. Mia moet een keuze maken, wie de ware is.

## Rolverdeling
| Acteur               | Personage   |
| -------------------- | ----------- |
| Sigrid ten Napel     | Mia         |
| Steef de Bot         | Axel        |
| Tarikh Janssen       | Feo         |
| Loes Luca            | Viola       |
| Melissa Drost        | Pamela      |
| Nhung Dam            | Mathilda    |
| Victoria Koblenko    | Cara        |
| Bart Klever          | Vader Mia   |
| Margo Dames          | Moeder Mia  |
| Ruurt de Maesschalck | John        |
| Henriëtte Tol        | Moeder Axel |
| Toprak Yalçiner      | Yasmine     |
| Marieke Westenenk    | Hilde       |
| Saar van Aken        |             |
| Rob Dekay            | Chris       |
| Javier Guzman        | Johan       |
| Rian Gerritsen       | Huisarts    |

## Productie
De opnames gingen in mei 2021 van start rondom de Kaasmarkt in Edam, waar een woning helemaal werd omgebouwd tot bloemenwinkel. De originele filmmuziek van Perquisite en Sliderinc werd op een soundtrack uitgebracht op 18 februari 2022.

## Release en ontvangst
De film ging in première op 16 februari 2022 in België en 17 februari 2022 in Nederland. De film ontving gemengde recensies van de Nederlandse dagbladen.

## Muziek
De titelsong van de film werd verzocht door Matt Simons en Tabitha. Ze maakten een nummer met dezelfde titel, welke ook enig succes had in de Nederlandse hitlijsten.